# Primera División de Chile 1935
La Primera División de Chile 1935 o Campeonato de la Primera División de la Serie A de la Sección Profesional de la Asociación de Football de Santiago 1935 fue la tercera edición de la máxima categoría del fútbol profesional de Chile, correspondiente a la temporada 1935. 
Disputada entre el 12 de mayo y el 10 de noviembre de 1935, su organización estuvo a cargo de la Sección Profesional de la Asociación de Football de Santiago (AFS) y contó con la participación de seis equipos. La competición se disputó bajo el sistema de todos contra todos, por primera vez en dos ruedas.
El campeón fue Magallanes, que se adjudicó su tercer título de la Primera División de Chile y se convirtió en el primer equipo tricampeón de dicha categoría, récord que mantuvo por 56 años, hasta que Colo-Colo ganó los campeonatos nacionales de 1989, 1990 y 1991.

## Equipos participantes

### Descensos
| Pos. | Descendidos a Serie B Profesional |
| ---- | --------------------------------- |
| 7.º  | Santiago National                 |
| 8.º  | Carlos Walker                     |
| 9.º  | Ferroviarios                      |
| 10.º | Green Cross                       |
| 11.º | Deportivo Alemán                  |
| 12.º | Morning Star                      |

### Información
| Equipo         | Ciudad   |
| -------------- | -------- |
| Audax Italiano | Santiago |
| Badminton      | Santiago |
| Colo-Colo      | Santiago |
| Magallanes     | Santiago |
| Santiago       | Santiago |
| Unión Española | Santiago |

## Desarrollo

### Clasificación
| Pos. | Equipo         | Pts. | PJ | G | E | P | GF | GC | Dif. | Clasificación |
| ---- | -------------- | ---- | -- | - | - | - | -- | -- | ---- | ------------- |
| 1    | Magallanes (C) | 14   | 10 | 7 | 0 | 3 | 35 | 19 | +16  | Campeón       |
| 2    | Audax Italiano | 13   | 10 | 6 | 2 | 2 | 40 | 28 | +12  |               |
| 3    | Badminton      | 12   | 10 | 5 | 1 | 4 | 28 | 28 | 0    |               |
| 4    | Colo-Colo      | 11   | 10 | 5 | 2 | 3 | 28 | 23 | +5   |               |
| 5    | Unión Española | 6    | 10 | 2 | 1 | 7 | 14 | 29 | −15  |               |
| 6    | Santiago       | 4    | 10 | 0 | 4 | 6 | 20 | 38 | −18  |               |

 Fuente: RSSSF
Notas:
1. 1 2  Se le restó un punto.
2. 1 2  Se le sumó un punto.

|                    |
| Campeón Magallanes |
| 3.er título        |

## Información

### Goleadores
| Pos. | Nombre           | Equipo     | Goles |
| ---- | ---------------- | ---------- | ----- |
| 1    | Guillermo Ogaz   | Magallanes | 12    |
| 1    | Aurelio González | Colo-Colo  | 12    |